# Coronaster briareus
Coronaster briareus är en sjöstjärneart som först beskrevs av Addison Emery Verrill 1882.  Coronaster briareus ingår i släktet Coronaster och familjen Labidiasteridae. Inga underarter finns listade i Catalogue of Life.